# Саяк
Саяк (кирг. саяк, ﺛﻴﮏ) — киргизское крупное родоплеменное объединение, входящее в подразделение Отуз-уул Правого крыла (Оң канат).

## Этноним
Этноним Саяк имеет вариант в виде тувинского и бурятского «соян (саяан)». Этноним «Соян (саяан)» возможно происходить от этнонима народа Со/Са/Сэ (китайская транскрипция). Саяк «саяак» этимологически разлагается как «саяан», где к в конце «са-айа-к» буква к множественное число в тюркских языках. Этноним саяки могли получить в то время когда они жили в Саянах, и продолжили так называться даже после переселения в Притяньшанье.
Этноним может иметь отношение к ряду названий местностей Саяно-Алтайского края, например – Енисей, Саян, Чаяк-Бакты, Арсаякбажы, где в прошлом жили телесы.

## Происхождение

### Енисейская теория
Кандидат исторических наук Акеров Табылды Абдраманович считает Саяков потомками Енисейских Кыргызов, которые по Абу Са‘иду Гардизи были шестым племенем и поклонялись «Красивым Деревьям».
Киргизы, подобно индусам, сжигают мертвых и говорят: «Огонь - самая чистая вещь; все, что попадает в огонь, очищается: [так и] мертвого огонь очищает от грязи и грехов». Некоторые из киргизов поклоняются корове, другие - ветру, третьи -ежу, четвертые - сороке, пятые - соколу, шестые - красивым деревьям.Абу Са'ид Гардизи — Зайн аль-ахбар

### Карлукская теория
По генеалогии Саяки происходят из пяти прародителей «Беш Терек» - «Пять Тополей». Они мигрировали с Енисея вместе с Карлуками на Тянь-Шань в 7-веке. Также существует некоторая близость между Саяками и Карлуками. Родоплеменные группы в составе Саяков — Актери, Бозтери, Энтери, Борош (бириш), Чекел (чигил), Албан (лабан), Ябак (ябагу) можно рассматривать как потомков Карлукских родов в составе племени.

### Потомки саков
Н. А. Аристов считает некоторых Саяков потомками древних кочевых племён Западного Тянь-Шаня Сейцев, которые сохранились из-за труднодоступного климата и рельефа гор Нарына и реки Джаман-даван.

## История
Племя отмечено в труде «Циньдин Хуанъюй Сиюй тучжи» как «Сачак-Ноток» по Бичурину. Н.Я и как «Да-я-гу» по Бернштаму. А.Н. Андреев. И.Г отмечает «Саякскую волость» средь других кыргызских волостей, в которой правил Гедей (Кедей из Чекир Саяков по Абрамзону. С.М). Абрамзон. С.М пишет что власть Саяков распространялось и среди других племён, например он называет Ташибек-бия Садыр баатыра, правителей других волостей. Н. А. Аристов и Сыдыков А. С пишут о том что между Саяками и другим родо племенными группами существовала неприязнь и даже открытая вражда. Н. А. Аристов отмечает о порабощении некоторых членов племени Саяк группами из Солто и Сарыбагыш (1863-1868 г), которые после были освобождены путём вмешательства русской администрации.

## Генетика
У представителей данного племени преобладает гаплогруппа R1a1, а также частично J1.

## Правители (манап) племени Саяк
- 1590-1670 гг. Кулжыгач-хан (Саяк, из рода Чекир-Саяк)[10]
- 1745 гг. Качыке баатыр (Саяк, из рода Чекир-Саяк, подрод Кулжыгач)[11]
- 1758 гг. Түлкү бий (Саяк, из рода Чекир-Саяк, подрод Кулжыгач)[11]
- 1760 гг. Жаманак баатыр Рай уулу (Саяк, рода Чекир-Саяк, подрод Ыман)[12]
- 1770-1780 гг. Садыр-хан Арзымат уулу (Саяк, из рода Чон-Саяк, подрод Каба)[10]
- 1811 гг. Медет-датка Байтугол уулу (Саяк, из рода Чекир-Саяк, подрод Курманкожо)[13]
- 1829 гг. Качый-манап (Саяк)
- 1831 гг. Атантай-баатыр (Саяк возможно Правое крыло)
- 1837-1838 гг. Тайлак-хан (Правое крыло)
- Ща1847 гг. Эсенкул манап (Саяк)
- 1847 гг. Тынай бий (Черикчинский род)
- 1852 гг. Келдибек манап (Саяк)
- 1860-1868 гг. Турдумамбет Тоймат уулу (Черикский род)
- 1865 гг. Ырыскулбек манап (Саяк)
- 1868 гг. Осмон-манап (Саяк)
- 1868—1947 гг. Биялы бий Максы уулу (Суусамырские саяк
- 1873 гг. Эр-Чыныбай баатыр
- 1883 гг. Байзак-баатыр
- 1908 гг. Кудайберген манап (Саяк)
- 1910 гг. Курманды манап Лепес уулу (Джумгальские саяки)
- 1947-1968 гг. Данияр Муратаалы уулу (Суусамырские саяки)

## Строение
- Чон Саяк
  - Каба
  - Кайдуулат
  - Өйдө чекти
  - Сарык
- Чекир Саяк
  - Кулжыгач
  - Курманкожо
  - Чоро
  - Ыман

Саяки по строению делятся на два рода — Саяк (Чон-Саяк) и Чекир-Саяк, но Абрамзон. С.М критиковал это деление и считал что не существует единого целого между Саяками и Чекир Саяками.
Каждая ветвь делится на подрода (урук).

## Расселение

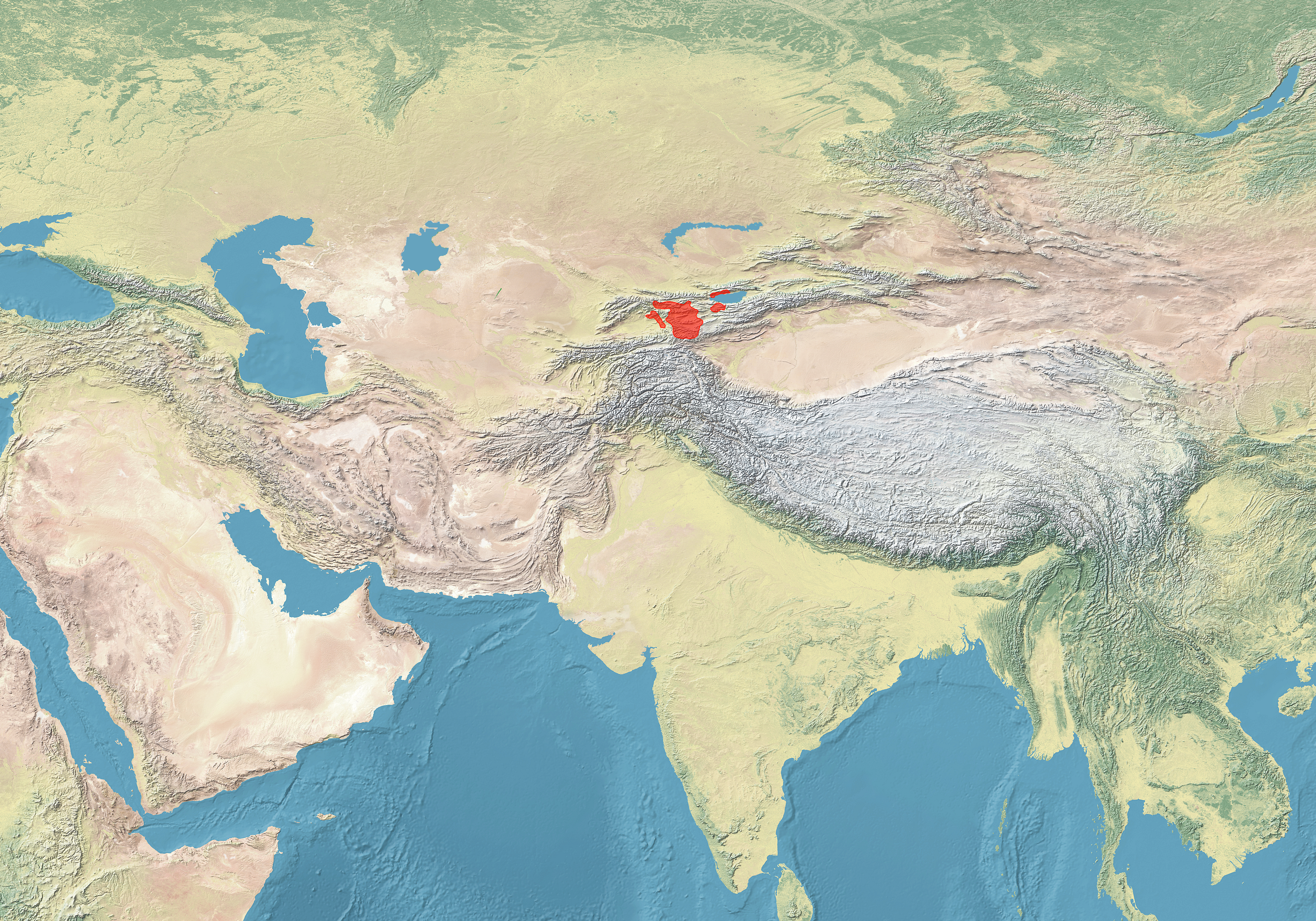
Расселение кыргызского племени саяк.

В настоящее время Саяки живут преимущественно в Нарынской и Джалал-Абадской области, а также немалая часть живут в Чуйской и Иссык-Кульской области. Также представители племени живут в Китае.

## Известные представители
- Касым Тыныстанов — киргизский учёный, поэт и государственный деятель. Основоположник киргизской письменности на основе латинского алфавита[16].
- Юсуп Абдрахманов — киргизский советский государственный и политический деятель, первый председатель Совета народных комиссаров Киргизской АССР. Герой Киргизской Республики[17].
- Куйручук — киргизский и советский поэт, мастер художественного слова, акын, манасчи, сказитель киргизского эпоса «Манас», мыслитель, сатирик и философ[18].
- Каба уулу, Кожомкул —  киргизский силач, богатырь (баатыр), борец[19].
- Тайлак баатыр — киргизский батыр, вождь (бий) Восточно-кыргызской конфедерации, предводитель освободительного движения кыргызов против империи Цин и Кокандского ханства. Тайлак батыр активно поддержал восстание Джахангир-ходжи на Восточном Туркестане в начале XIX века[20].
- Садыр баатыр — борец за свободу киргизского народа, полководец, герой[21].

## Примечание

### Книги
- «Киргизы: санжыра, история, наследие, обычаи» (кирг. «Кыргыздар: санжыра, тарых, мурас, салт.»). 2-й том. Автор К.Жусупов. Издательство «Кыргызстан». Бишкек 1993 г.
- Сыдыков Абдыкерим Сыдыкович. Родовое деление киргиз. — Фрунзе, 1927. — 30 с.
- Абрамзон. С.М. Труды Киргизской Археолого-Этнографической Экспедиции — Этнический состав Киргизского населения Северной Киргизии / Дебец. Г.Ф. — Москва: Издательство Академии Наук СССР, 1960. — Т. 4. — 137 с.